# Джонсон, Пафф
Эва́ня «Пафф» Джо́нсон (англ. Ewanya «Puff» Johnson; 10 декабря 1972, Детройт — 24 июня 2013) — американская певица и автор песен.

## Биография
Эваня Джонсон (настоящее имя Пафф) родилась 10 декабря 1972 года в Детройте (штат Мичиган, США), но с января 2009 года и до своей смерти в июне 2013 года она проживала в ЮАР.

## Карьера
Пафф появилась на музыкальной сцене с синглами «Forever More» и «Over & Over», которые стали саундтреком к фильму «Клуб первых жён» (1996), одна стала хитом в Европе и Австралии и вышла в ТОП-20 на обоих континентах. Джонсон выпустила свой первый и признанный критиками альбом «Miracle» в 1996 году. Альбом продюсировал Рэнди Джексон из «American Idol». Она также сотрудничала с К'n'B-группой «Bay Area» и с Тупаком Шакуром.

## Личная жизнь
Пафф состояла в фактическом браке с музыкальным продюсером Кипом Коллинзом до его гибели в 2006 году.

## Смерть
40-летняя Пафф скончалась 24 июня 2013 года после 7-ми лет борьбы с раком шейки матки в ЮАР.